# Macroglossum kiushiuensis
Macroglossum kiushiuensis är en fjärilsart som beskrevs av Rothschild 1894. Macroglossum kiushiuensis ingår i släktet Macroglossum och familjen svärmare. Inga underarter finns listade i Catalogue of Life.